# Ancilla boschi
Ancilla boschi is een slakkensoort uit de familie van de Ancillariidae. De wetenschappelijke naam van de soort is voor het eerst geldig gepubliceerd in 1980 door Kilburn.